# Naturschutzgebiet Boissower See und Südteil des Neuenkirchener Sees
Koordinaten: 53° 34′ 1,3″ N, 10° 58′ 35,5″ O

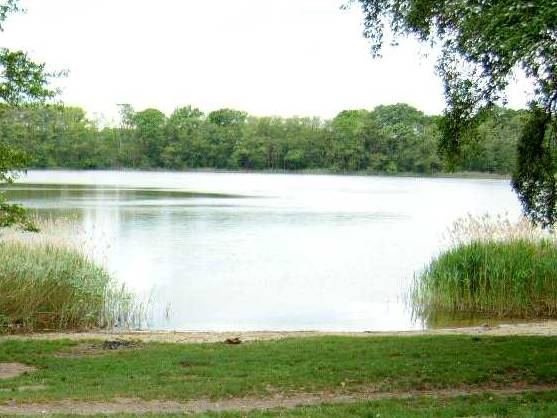
Blick von der Badestelle auf den Boissower See.

Das Naturschutzgebiet Boissower See und Südteil des Neuenkirchener Sees liegt im Nordwesten des Landkreises Ludwigslust-Parchim im Bundesland Mecklenburg-Vorpommern inmitten des Biosphärenreservates Schaalsee.
Das Naturschutzgebiet ist Teil des 1992 ausgewiesenen Europäischen Vogelschutzgebiets „Schaalsee“ (EU-Nr. DE 2231-401). Es hat eine Größe von ca. 86 Hektar und umfasst Teile der Stadt Zarrentin am Schaalsee in den Gemarkungen Boissow, Techin, Neuhof und Neuenkirchen. Das Naturschutzgebiet dient der Sicherung und Erhaltung eines engen, zum Teil vermoorten Erosionstals entlang des Boissower und Neuenkirchener Sees, die durch einen ungefähr 250 Meter langen Bachlauf miteinander verbunden sind, und der dazugehörigen Schilfgürtel, Hangwälder, quelligen Bruchwälder sowie der als Grünwald genutzten Moor- und Mineralbodenflächen. Der Gebietszustand wird als befriedigend eingestuft. Nährstoffeinträge aus benachbarten landwirtschaftlichen Flächen und die Angelnutzung führen zu Beeinträchtigungen.
Ein Wanderweg entlang des Ostufers sowie ein Aussichtsturm ermöglichen Einblicke in die Flächen.

## Pflanzen- und Tierwelt
Besonders geschützte Vogelarten sind die Rohrdommel, Rohrweihe, der Kranich, Eisvogel, Schlagschwirl sowie Mittelspecht, Rotmilan, Neuntöter, aber auch Graugans, Blässgans, Waldsaatgans und Reiherente.
Besonders geschützte Lebensraumtypen umfassen einen Gebietsteil von ca. 50 Hektar des Naturschutzgebietes, im Besonderen:
- natürliche eutrophe Seen mit einer Vegetation des Magnopotamions oder Hydrocharitions,
- Flüsse der planaren bis montanen Stufe mit Vegetation des Ranunculion fluitantis und Hydrocharions,
- magere Flachland-Mähwiesen (Alopecurus pratensis, Sanguisorba officinalis),
- Wald-Hainsimsen-Buchenwald (Luzulo-Fagetum) und
- Auenwälder mit Alnus glutinosa und Fraxinus excelsior.

Außerdem sollen die Vorkommen von Fischotter, Steinbeißer und Biber geschützt werden.

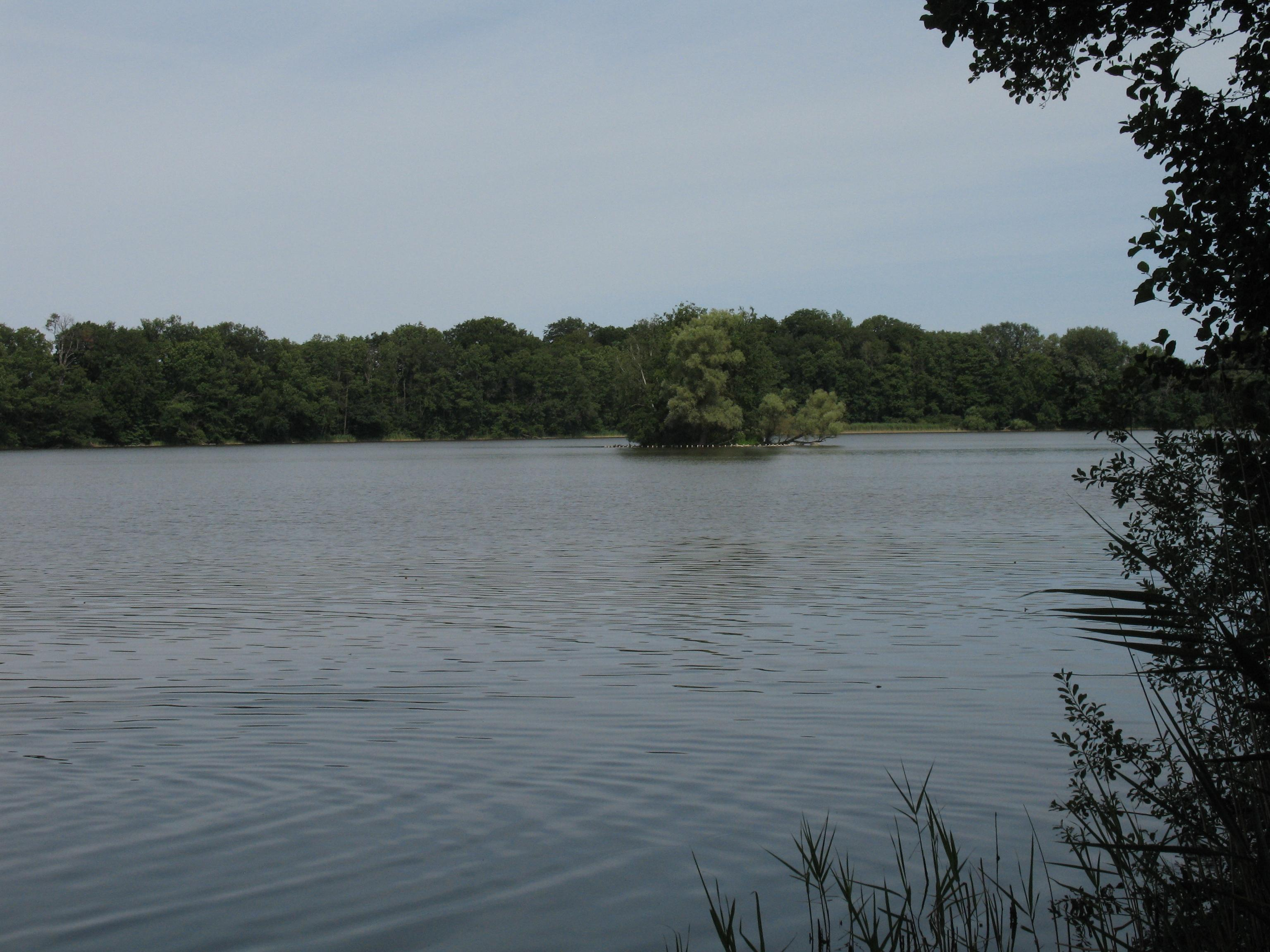
Boissower See